# Christoph Gottfried Bardili
Christoph Gottfried Bardili (* 18. Mai 1761 in Blaubeuren; † 5. Juni 1808 in Mergelstetten) war ein deutscher Philosoph und Hochschullehrer.

## Leben
Bardili stammte aus einer Gelehrtenfamilie. Sein Vetter war der Philosoph Friedrich Wilhelm Joseph von Schelling. Nach privatem Unterricht besuchte er von 1774 bis 1778 jeweils zwei Jahre die Klosterschulen von Denkendorf und Blaubeuren. 1778 wechselte er an das Tübinger Stift und widmete sich naturwissenschaftlichen, philosophischen und theologischen Studien. 1783 wurde er Vikar in Kirchheim, setzte dann aber sein Studium der Philosophie fort. 1787 ging er dazu an die Universität Göttingen. Er kehrte 1789 zurück und wurde Repetent für Philosophie am Tübinger Stift.
1790 nahm Bardili einen Ruf auf eine Professur für Philosophie an die Hohe Karlsschule nach Stuttgart an und verblieb dort bis zu deren Schließung 1794. Anschließend wurde er Gymnasialprofessor am Gymnasium Illustre Stuttgart. Dort verblieb er bis zu seinem Tod.
Sein philosophisches Schaffen, das zu großen Teilen durch die Auseinandersetzung mit Immanuel Kant geprägt ist, wurde durch Carl Leonhard Reinhold in eine fassbarere Form gebracht.

## Werke (Auswahl)
- Observationes physicae, praesertim meteorologicae. 1780.
- Ueber die Entstehung und Beschaffenheit des ausserordentlichen Nebels in unseren Gegenden im Sommer 1783. 1783.
- Epochen der vorzüglichsten philosophischen Begriffe, 2 Bände, 1788.
- Gibt es für die wichtigsten Lehren der theoretischen sowohl als der praktischen Philosophie. 1791.
- Sophylus oder Sittlichkeit und Natur als Fundamente der Weltweisheit. 1794.
- Allgemeine praktische Philosophie. 1795.
- Ueber den Ursprung des Begriffs von der Willensfreiheit. 1796.
- Briefe über den Ursprung der Metaphysik überhaupt. 1798.
- Grundriss der ersten Logik. 1800 (Digitalisat).
- Philosophische Elementarlehre. 2 Bände. 1802–1806.
- Beiträge zur Beurtheilung des gegenwärtigen Zustandes der Vernunftlehre. 1803.
- Briefwechsel über das Wesen der Philosophie und das Unwesen der Speculation. 1804.